# Эрцеган, Милан
Милан Эрцеган (18 апреля 1916 — 11 января 2011) — югославский спортивный функционер, президент Международной федерации борьбы (FILA) в течение 30 лет (с 1972 по 2002 год). Почётный президент FILA. В 2002 году его сменил Рафаэль Мартинетти.

## Биография
С 1963 по 1973 год являлся членом Югославского национального олимпийского комитета, с 1964 года  занял пост генерального секретаря Международной федерации борьбы (FILA).
В 1971 году Милан Эрцеган был назначен временным президентом FILA, а в 1972 году был избран президентом Международной федерации борьбы в ходе голосования на конгрессе в Мюнхене .
В 1973 году Эрцеган опубликовал первую книгу для тренеров по борьбе «Теория и практика борьбы», годом позже организовал первый тренерский курс в Дубровнике. Он также создал передовую школу для тренеров в 1974 году. За 30 лет его президентства были опубликованы многочисленные работы, в частности три основные книги болгарского профессора Райко Петрова: «Олимпийская борьба на протяжении тысячелетий» (1993), «100 лет Олимпийской борьбы» (1997) и «Корни борьбы» (2000).
Милан Эрцеган способствовал также реализации «Золотого плана FILA» по оказанию технической помощи развивающимся странам. В конце срока его президентских полномочий, в 2002 году около ста борцовских ковров и значительное количество книг, журналов, видеороликов и других педагогических инструментов были бесплатно розданы национальным федерациям.
Он также ввел новые соревнования в календарь FILA (в частности, юниорские чемпионаты мира и континентальные чемпионаты кадетов) и произвел революцию в мире борьбы, признав женскую борьбу в качестве полноценной дисциплины в FILA и ее национальных федерациях.
Милан Эрцеган скончался 11 января 2011 года в возрасте 95 лет.

## Награды
- Орден Дружбы (26 января 1998 года, Россия) — за большой вклад в развитие спорта, укрепление дружбы и сотрудничества между народами России и Союзной Республики Югославии[2][3].
- Орден Петра Великого I степени (2006 год)[4]